# 森越ハム
森越 ハム（もりこし はむ、11月27日 - ）は日本のイラストレーター、漫画家。滋賀県出身、東京都在住。京都精華大学デザイン学部卒。女性。

## 作品

### コミックエッセイ
- 『ハロー！ ゆる釣りちゃん』（芳文社／超本当にあった(生)ここだけの話にて2013年5月号より2015年7月号まで連載）
- 『結婚ライフビギナーズ』（主婦の友社より2012年2月24日に刊行）ISBN 978-4-072-78681-9
- 『おかずがないなら魚を釣ればいいじゃない』(イーストプレスより2016年5月18日に刊行) ISBN 978-4-78161-430-4『ハロー！ゆる釣りちゃん』の書籍化作品。

### エッセイ
- 『全力ゆる釣り日記』（しんぶん赤旗日曜版2019年1月27日付より連載）